# Philippe Brunel
Philippe Brunel (Boulogne-sur-Mer, 28 februari 1973) is een Franse voormalige voetballer. Hij speelde als middenvelder, en was onder meer actief bij RC Lens, Olympique Marseille en Lille OSC.

## Carrière
- 1990-1991: US Boulogne (jeugd)
- 1991-1995: RC Lens
  - 1995-1996: FC Gueugnon (huur)
- 1996-2001: RC Lens
- 2001-2002: Olympique Marseille
  - 2002: Lille OSC (huur)
- 2002-2005: Lille OSC
- 2005-2007: FC Sochaux
- 2007-2010 : Angers SCO